# The Program (2015)
The Program is een Brits-Franse film uit 2015 van regisseur Stephen Frears. De film, die gebaseerd is op het boek Seven Deadly Sins: My Pursuit of Lance Armstrong van journalist David Walsh, vertelt het levensverhaal van de Amerikaanse wielrenner Lance Armstrong, die zeven keer de Ronde van Frankrijk won, maar nadien betrapt werd op dopinggebruik. De hoofdrollen worden vertolkt door Ben Foster en Chris O'Dowd.

## Verhaal
De film begint in 1993, wanneer Lance Armstrong voor het eerst deelneemt aan de Ronde van Frankrijk en voor het eerst geïnterviewd wordt door de Ierse journalist David Walsh. Niet veel later overtuigt Armstrong zowel zichzelf als zijn ploeggenoten om het dopingproduct epo te gebruiken.
In de daaropvolgende jaren overwint Armstrong teelbalkanker en groeit hij met de hulp van de Italiaanse dopingdokter Michele Ferrari, ploegleider Johan Bruyneel en US Postal-directeur Bill Stapleton uit tot de succesvolste renner van het peloton. Ondanks de ontkenningen van Armstrong weigert Walsh te geloven dat de renner zuiver rijdt.

## Rolverdeling
- Ben Foster – Lance Armstrong
- Chris O'Dowd – David Walsh
- Jesse Plemons – Floyd Landis
- Dustin Hoffman – Bob Hamman
- Lee Pace – Bill Stapleton
- Guillaume Canet – Michele Ferrari
- Denis Ménochet – Johan Bruyneel
- Elaine Cassidy – Betsy Andreu
- Laura Donnelly – Emma O'Reilly
- Andrew Zographos – Bobby Julich
- Lucien Guignard – Alberto Contador

## Trivia
- Om zich in zijn rol in te leven, gebruikte acteur Ben Foster ook doping.[1]
- De Belgische wielrenner Kevin Hulsmans vertolkt in de film de Italiaanse wielrenner Filippo Simeoni.